# Ivan Lučić
Ivan Lučić (Ioannis Lucii (Dalmatini)) (alternativni načini pisanja prezimena: Lucić, Lucius, Lucich, Lucio; alternativni načini pisanja imena: Joannes, Giovanni)  Trogir, rujna 1604. – Rim, 11. siječnja 1679.), hrvatsko-dalmatinski povjesničar, otac hrvatske povijesne znanosti, pravnik i kartograf.

## Život

### Školovanje
Rođen je u plemenitaškoj trogirskoj obitelji, kao sin Petra Lučića i Klare rođene Divnić. Imao je brata Jerolima i sestru Ivanicu. U desetoj je godini života Ivan ostao bez oba roditelja; skrbništvo nad njim i bratom Jerolimom preuzeli su očeva sestra Jakobina i majčin brat Nikola Divnić.[nedostaje izvor] Pučku je školu završio u trogirskoj gradskoj školi, a zatim je pošao na studij u Rim, u Seminarium Romanum, od 1618. do 1620. godine.
U Padovi (1624.) je studirao filozofiju i matematiku. Godine 1628. završio je studij te je 1630. doktorirao oba prava. Godine 1631. u Trogiru je imenovan za člana Općinskog vijeća. Godine 1647. postao je crkovinar (skrbnik) trogirske katedrale.
Godine 1654. napustio je Trogir te odlazi u Rim, kako bi bio daleko od mletačkih spletaka koji su ga nepravedno stavili u zatvor. Na putu, u Veneciji, upoznao je tadašnjeg bana Petra Zrinskog. Održavao je i stalnu vezu s prijateljima u Hrvatskoj (Ponte, Divinić, Ljubavac, Vrančić, Cipiko, Statilić i dr.), koji su mu slali arhivsku građu. Bio je blizak prijatelj dubrovačkog poslanika u Rimu, Stjepana Gradića, pa je sudjelovao u njegovu protuturskom radu.[nedostaje izvor]
U Rimu je stanovao u blizini Piazza della Rotonda. Kardinal Sachetti imenovao ga je za pročelnika bratovštine hrvatske crkve sv. Jeronima. Umro je u Rimu , 11. studenoga 1679. godine. Pokopan je u crkvi sv. Jeronima gdje se nalazi i danas mramorna ploča.

### Djelovanje
Sudjelovao je u radu mnogih znanstvenih akademija svoga doba, a dopisivao se sa znanstvenicima iz domovine, iz Italije i Europe. Jedan je od osnivača prvog znanstvenog časopisa Giornale de’letterati. Godine 1662. dovršio je djelo O kraljevstvu Dalmacije i Hrvatske (De regno Dalmatiae et Croatiae), koje je zbog nizozemsko-engleskog rata i kuge tiskano tek 1666. u Amsterdamu. Tek treće izdanje tiskano je kako ga je prvotno zamislio, sa svih šest zemljovida, ispravkama i dopunama. Tada je uvrštena i posveta banu Petru Zrinskom na šestoj karti „Illyricum hodiernum”. To djelo trebalo je ukloniti dotadašnje historiografske netočnosti i upoznati suvremenike s prošlim i trenutačnim statusom zemalja koje su u doba slabljenja Turaka postale zanimljive. U prvih pet knjiga prikazao je događaje do 1480., a u šestoj suvremenost, običaje i političke granice. U prilogu „Rerum Dalmaticarum scriptores” objavio je zbirku tekstovnih izvora, a priložio je i genealoške tablice i šest povijesno-zemljopisnih zemljovida, koje čine prvi hrvatski atlas. Pisano znanstvenom metodom Lučićevo djelo temelj je hrvatske znanstvene historiografije. Povijest rodnoga grada do sredine 15. st. kao i prikaz zbivanja u susjednim gradovima, a često i cijeloj Dalmaciji objavio je 1673. u djelu Memorie istoriche di Tragurio ora detto Traù (Povijesna svjedočanstva o Trogiru). Osim segmenta Peutingerove karte, objavio je i karte Teritorii di Traù e Spalato i TRAU. Isti tekst objavljen je nakon godinu dana pod naslovom Historia di Dalmatia – Et in particolare delle Citta di Traù, Spalatore e Sebenico (Povijest Dalmacije – osobito gradova Trogira, Splita i Šibenika). U isto vrijeme objavljena je i njegova zbirka epigrafskih spomenika Inscriptiones Dalmaticae (Natpisi Dalmacije), među kojima su i natpisi koje je skupljao Marko Marulić. Pred kraj života priredio je za tisak Statuta et reformationes civitatis Trogurii (Statut grada Trogira), koji je zbog mletačke zabrane tiskan tek 1708. Na Lučićev kartografski rad u knjizi De regno Dalmatiae et Croatiae libri sex najviše je utjecao njegov učitelj L. Holstenius, čuveni zemljopisac i kartograf 17. st. Suradnja s njim, a osobito s J. Blaeuom, Lučićevim nizozemskim prijateljem, rezultirala je izradom šest karata.
Lučić je i začetnik kritičke historiografije. On je prvi hrvatski povjesničar koji se služio arhivskom građom. Usto je bilježio i natpise s poznatih arheoloških spomenika. Uz De Regno dodao je i zemljopisnu podlogu. Nastojao je da sve što govori o Hrvatima i o Hrvatskoj pokaže i na odgovarajućim povijesnim kartama. Tako je uz De Regno nastao povijesni atlas sa šest karata. Svaka karta ima povijesno-zemljopisni sadržaj. Na prvoj karti prikazani su Ilirik i Liburnija prije nego što su te zemlje osvojili Rimljani. Sadržaj karte je brižljivo odabran i sastavljen prema ondašnjim izvorima. Na drugoj karti je Ilirik u doba rimske vladavine. Karta sadrži više nazivlja nego što su ih imale one rimskih zemljopisaca. Treća karta pokazuje Ilirik prije propasti Zapadnoga Rimskog Carstva. Na njoj je Lučić prikazao upravnu podjelu zemlje, kakva je poznata iz djela rimskih povjesničara. Na četvrtoj karti je prikaz raspada rimske Dalmacije i nastanak nove slavenske zemlje. Najveći dio prostora pripao je novoj državi Hrvata. Na petom zemljovidu je primorska Hrvatska u granicama kasnoga srednjeg vijeka. Prema toj karti, dalmatinska je Hrvatska, prije nego što su Turci osvojili Bosnu, zadirala dublje u kopno. Sjeverna granica slijedila je planinske grebene Plješevice, Osječenice, Klekovače, Vitogora i Cincara. Šesta karta pokazuje Ilirik koji je odredio crkveni sud u Rimu. Tom kartom želio je prikazati Dalmaciju i Hrvatsku u odnosu sa susjednim zemljama, Bosnom i Slavonijom. Kao podlogu uzeo je Buffalinijevu kartu. Taj je zemljovid u cijelosti precrtao i poslao svome nakladniku u Amsterdam. Johann Blaeu je iz toga predloška izradio lijepo oblikovani zemljovid Illyricum hodiernum, koja je potom ušla u Lučićev atlas uz De Regno. Shvativši vrijednost tog zemljovida, Blaeu ga je s Lučićevim dopuštenjem uvrstio i u svoj veliki atlas poznat pod naslovom Geographia Blaviana. Primjerak De regno Dalmatiae et Croatiae libri sex nalazi se u Muzeju grada Trogira i Sveučilišnoj knjižnici u Splitu.
Lučić je sudjelovao i u sporu oko autentičnosti spisa Trimalhionove gozbe, rimskoga satiričara Petronija Arbitra, koji je bio pronađen u Trogiru. Iako su mu neki suvremenici i kasniji povjesničari katkad zamjerali hladnoću i pedanteriju u iskazu to bijaše nužni korektiv nekritičkim tekstovima kojima je obilovalo njegovo doba. Povijest svoga grada i zavičaja Lucius je objavio 1673. u Veneciji, na talijanskom jeziku pod nazivom Memoriae istoriche di Tragurio, ora detto Trau (Povijesna svjedočanstva o Trogiru). 
Dopisivao se i s mnogim Dubrovčanima, posebice sa Stjepanom Gradićem, ravnateljem Vatikanske knjižnice.

## Djela
- Vita b. Ioannis confessories episcopis Traguriensis et euis miracula-cum notis Ioannis Lucii. Rim, 1657.
- De regno Dalmatiae et Croatiae libri sex. Amsterdam, 1666.
- Inscriptiones Dalmaticae. Venecija, 1673.
- Memorie istoriche di Tragurio ora detto Traù. Venecijas, 1673.
- Historia di Dalmatia - Et in particolare delle Citta di Traù, Spalatore e Sebenico. Venecija, 1674.
- Statuta et reformationes civitatis Trogurii. Venecija, 1708.

## Vanjske poveznice
Ostali projekti
|  | Zajednički poslužitelj ima još gradiva o temi Ivan Lučić |
|  | Wikicitati imaju zbirke citata o temi Ivan Lučić         |

Ovaj tekst je objavljen s dopuštenjem autora knjige  u sklopu nastave na Geodetskom fakultetu